# Unterpfalz

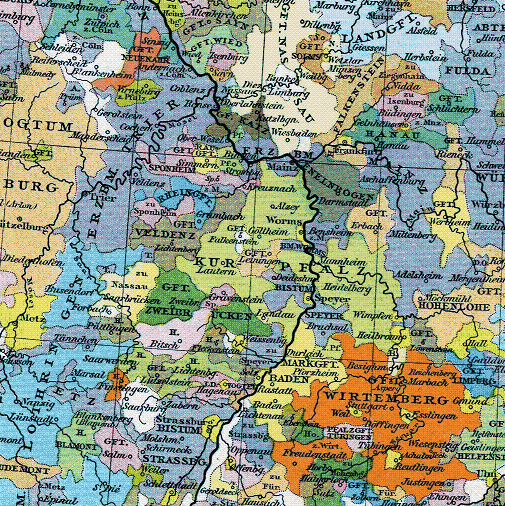
Die Kurpfalz um das Jahr 1400

Als Unterpfalz (auch Untere Pfalz, Niederpfalz [lateinisch: Palatinatus inferior] oder Rheinpfalz [lat.: Palatinatus ad Rhenum, Palatinatus Rhenensis, Palatinatus Rheni]) wurden im 17. Jahrhundert die rheinischen Gebiete des damaligen Kurfürstentums Pfalz bezeichnet, als Unterscheidung zur Oberpfalz in Bayern (lat.: Palatinatus superior, Palatinatus Bavariæ). Die Unterpfalz lag in den heutigen Regionen Pfalz, Kurpfalz und Rheinhessen, mit den Residenzen in Heidelberg, Mannheim und Schwetzingen in der heutigen Metropolregion Rhein-Neckar. Im Dreißigjährigen Krieg stand der rechtsrheinische Teil der Unterpfalz unter bayerischer, der linksrheinische Teil unter spanischer Besatzung und Verwaltung.